# جورج بيز
جورج بيز (بالإنجليزية: George Pease)‏ هو لاعب كرة قدم أمريكية أمريكي، ولد في 18 يونيو 1903 في بروكلين في الولايات المتحدة، وتوفي في 26 أكتوبر 1984 في دالاس في الولايات المتحدة.

## وصلات خارجية
- جورج بيز على موقع مرجع كرة القدم المحترفة.كوم (الإنجليزية)